# Corris

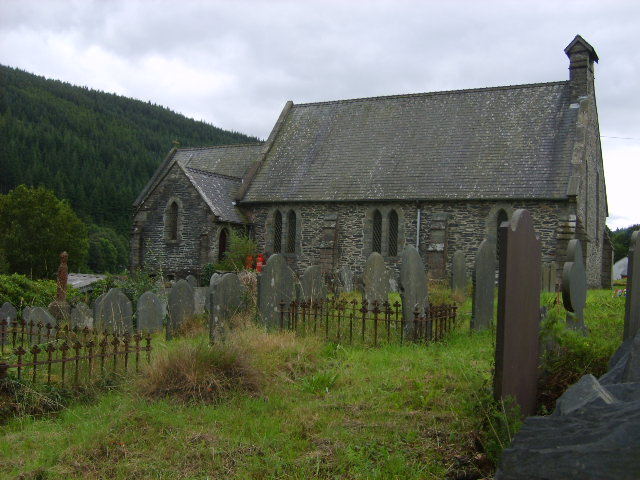
Corris: chiesa della Santa Trinità

Corris è un villaggio con status di comunità (community) del Galles nord-occidentale, facente parte della contea di Gwynedd e situato ai margini del parco nazionale di Snowdonia e lungo il corso del fiume Dulas. Conta una popolazione di circa 700 abitanti.

## Geografia fisica
Corris si trova lungo il tratto meridionale della contea di Gwynedd e del parco nazionale di Snowdonia, al confine con la contea di Powys ed è situato a pochi chilometri a sud di Dolgellau e a nord di Llwyngwern e Machynlleth.

## Storia
Nel 1859, fu realizzata la Corris Railway ("Ferrovia di Corris"), allo scopo di trasportare l'ardesia estratta nelle miniere di Corris e Aberllefenni.
Nel 1948, chiuse la Corris Railway.

## Monumenti e luoghi d'interesse

### Architetture religiose
- Chiesa della Santa Trinità[5]

## Società

### Evoluzione demografica
Al censimento del 2011, la community di Corris contava una popolazione pari a 723 abitanti, di cui 362 erano donne e 361 erano uomini.

## Cultura

### Musei
- Railway Museum, inaugurato nel 1966[3]